# جينيفر هوارد
جينيفر هوارد (بالإنجليزية: Jennifer Howard)‏ هي ممثلة أمريكية، ولدت في 23 مارس 1925 بنيويورك في الولايات المتحدة، وتوفيت في 14 ديسمبر 1993 بلوس أنجلوس في الولايات المتحدة بسبب سرطان الرئة.

## وصلات خارجية
- جينيفر هوارد على موقع IMDb (الإنجليزية)
- جينيفر هوارد على موقع قاعدة بيانات برودواي على الإنترنت (الإنجليزية)
- جينيفر هوارد على موقع قاعدة بيانات الفيلم (الإنجليزية)